# Over the Rhine with Charlie
Over the Rhine with Charlie è un cortometraggio muto di animazione del 1918 diretto da Pat Sullivan.

## Produzione
Il film fu prodotto dalla Nestor Film Company.

## Distribuzione
Distribuito dall'Universal Film Manufacturing Company, il film - un cortometraggio di una bobina - uscì nelle sale cinematografiche USA il 21 dicembre 1918. Nel Regno Unito, venne distribuito in versione tagliata con il titolo Just a Few Lines o The Whine of the Rhine.